# Coeligena
Coeligena é um género de ave da família Trochilidae (beija-flores).
Este género contém as seguintes espécies:
- inca-de-barriga-dourada - Coeligena bonapartei (Boissonneau, 1840)
- inca-bronzeado, inca-bronze - Coeligena coeligena (Lesson, 1833)
- inca-de-barriga-violácea, inca-de-garganta-azul - Coeligena helianthea (Lesson, 1839)
- inca-arco-íris - Coeligena iris (Gould, 1854)
- inca-de-asa-bege, inca-d'asa-caramelo - Coeligena lutetiae (Delattre e Bourcier, 1846)
- inca-de-antióquia,  inca-fusco - Coeligena orina Wetmore, 1953
- inca-de-cauda-branca - Coeligena phalerata (Bangs, 1898)
- inca-preto - Coeligena prunellei (Bourcier, 1843)
- inca-de-colar - Coeligena torquata (Boissonneau, 1840)
- inca-de-garganta-violeta - Coeligena violifer (Gould, 1846)
- inca-pardo - Coeligena wilsoni (Delattre e Bourcier, 1846)